# 24h Le Mans 1988

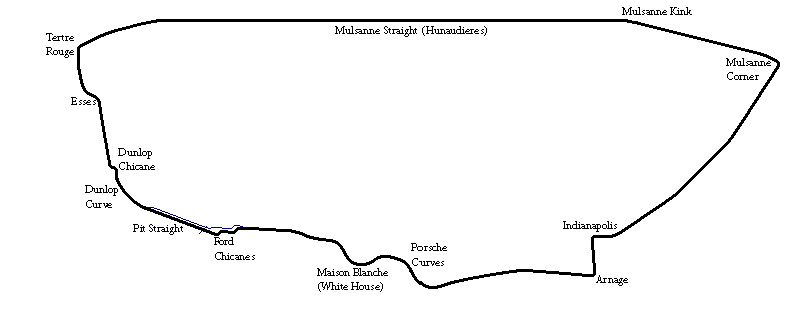
Tor Circuit de la Sarthe

24h Le Mans 1988 – 24–godzinny wyścig rozegrany na torze Circuit de la Sarthe w dniach 10–11 czerwca 1988 roku.

## Wyniki
Źródło: experiencelemans.com
| Poz.  | Klasa | Nr  | Zespół                                | Kierowcy                                                | Nadwozie                           | Opony | Okr. |
| Poz.  | Klasa | Nr  | Zespół                                | Kierowcy                                                | Silnik                             | Opony | Okr. |
| ----- | ----- | --- | ------------------------------------- | ------------------------------------------------------- | ---------------------------------- | ----- | ---- |
| 1     | C1    | 2   | Silk Cut Jaguar Tom Walkinshaw Racing | Jan Lammers Johnny Dumfries Andy Wallace                | Jaguar XJR-9LM                     | D     | 394  |
| 1     | C1    | 2   | Silk Cut Jaguar Tom Walkinshaw Racing | Jan Lammers Johnny Dumfries Andy Wallace                | Jaguar 7.0L V12                    | D     | 394  |
| 2     | C1    | 17  | Porsche AG                            | Hans-Joachim Stuck Klaus Ludwig Derek Bell              | Porsche 962C                       | D     | 394  |
| 2     | C1    | 17  | Porsche AG                            | Hans-Joachim Stuck Klaus Ludwig Derek Bell              | Porsche Type-935 3.0L Turbo Flat-6 | D     | 394  |
| 3     | C1    | 8   | Blaupunkt Joest Racing                | Frank Jelinski Louis Krages Stanley Dickens             | Porsche 962C                       | G     | 385  |
| 3     | C1    | 8   | Blaupunkt Joest Racing                | Frank Jelinski Louis Krages Stanley Dickens             | Porsche Type-935 2.8L Turbo Flat-6 | G     | 385  |
| 4     | C1    | 22  | Silk Cut Jaguar Tom Walkinshaw Racing | Derek Daly Kevin Cogan Larry Perkins                    | Jaguar XJR-9LM                     | D     | 383  |
| 4     | C1    | 22  | Silk Cut Jaguar Tom Walkinshaw Racing | Derek Daly Kevin Cogan Larry Perkins                    | Jaguar 7.0L V12                    | D     | 383  |
| 5     | C1    | 7   | Blaupunkt Joest Racing                | David Hobbs Didier Theys Franz Konrad                   | Porsche 962C                       | G     | 380  |
| 5     | C1    | 7   | Blaupunkt Joest Racing                | David Hobbs Didier Theys Franz Konrad                   | Porsche Type-935 2.8L Turbo Flat-6 | G     | 380  |
| 6     | C1    | 19  | Porsche AG                            | Mario Andretti Michael Andretti John Andretti           | Porsche 962C                       | D     | 375  |
| 6     | C1    | 19  | Porsche AG                            | Mario Andretti Michael Andretti John Andretti           | Porsche Type-935 3.0L Turbo Flat-6 | D     | 375  |
| 7     | C1    | 5   | Repsol Brun Motorsport                | Jesús Pareja Massimo Sigala Uwe Schäfer                 | Porsche 962C                       | M     | 372  |
| 7     | C1    | 5   | Repsol Brun Motorsport                | Jesús Pareja Massimo Sigala Uwe Schäfer                 | Porsche Type-935 3.0L Turbo Flat-6 | M     | 372  |
| 8     | C1    | 11  | Leyton House Kremer Racing            | Kris Nissen Harald Grohs George Fouché                  | Porsche 962C                       | Y     | 371  |
| 8     | C1    | 11  | Leyton House Kremer Racing            | Kris Nissen Harald Grohs George Fouché                  | Porsche Type-935 3.0L Turbo Flat-6 | Y     | 371  |
| 9     | C1    | 10  | Kenwood Kremer Racing                 | Kunimitsu Takahashi Hideki Okada Bruno Giacomelli       | Porsche 962CK6                     | Y     | 370  |
| 9     | C1    | 10  | Kenwood Kremer Racing                 | Kunimitsu Takahashi Hideki Okada Bruno Giacomelli       | Porsche Type-935 2.8L Turbo Flat-6 | Y     | 370  |
| 10    | C1    | 33  | Takefuji Schuppan Racing Team         | Brian Redman Eje Elgh Jean-Pierre Jarier                | Porsche 962C                       | D     | 359  |
| 10    | C1    | 33  | Takefuji Schuppan Racing Team         | Brian Redman Eje Elgh Jean-Pierre Jarier                | Porsche Type-935 3.0L Turbo Flat-6 | D     | 359  |
| 11    | C1    | 72  | Primagaz Competition                  | Jürgen Lässig Pierre Yver Dudley Wood                   | Porsche 962C                       | G     | 356  |
| 11    | C1    | 72  | Primagaz Competition                  | Jürgen Lässig Pierre Yver Dudley Wood                   | Porsche Type-935 2.8L Turbo Flat-6 | G     | 356  |
| 12    | C1    | 36  | Toyota Team TOM’s                     | Geoff Lees Masanori Sekiya Kaoru Hoshino                | Toyota 88C                         | B     | 351  |
| 12    | C1    | 36  | Toyota Team TOM’s                     | Geoff Lees Masanori Sekiya Kaoru Hoshino                | Toyota 3S-GT 2.1L Turbo I4         | B     | 351  |
| 13    | C2    | 111 | Spice Engineering                     | Ray Bellm Gordon Spice Pierre de Thoisy                 | Spice SE88C                        | G     | 351  |
| 13    | C2    | 111 | Spice Engineering                     | Ray Bellm Gordon Spice Pierre de Thoisy                 | Ford Cosworth DFL 3.3L V8          | G     | 351  |
| 14    | C1    | 32  | Nissan Motorsports                    | Allan Grice Mike Wilds Win Percy                        | Nissan (March) R88C                | B     | 344  |
| 14    | C1    | 32  | Nissan Motorsports                    | Allan Grice Mike Wilds Win Percy                        | Nissan VRH30 3.0L Turbo V8         | B     | 344  |
| 15    | GTP   | 203 | Mazdaspeed Co. Ltd.                   | Yōjirō Terada Dave Kennedy Pierre Dieudonné             | Mazda 757                          | D     | 337  |
| 15    | GTP   | 203 | Mazdaspeed Co. Ltd.                   | Yōjirō Terada Dave Kennedy Pierre Dieudonné             | Mazda 13G 2.0L 3-Rotor             | D     | 337  |
| 16    | C1    | 21  | Silk Cut Jaguar Tom Walkinshaw Racing | Danny Sullivan Davy Jones Price Cobb                    | Jaguar XJR-9LM                     | D     | 331  |
| 16    | C1    | 21  | Silk Cut Jaguar Tom Walkinshaw Racing | Danny Sullivan Davy Jones Price Cobb                    | Jaguar 7.0L V12                    | D     | 331  |
| 17    | GTP   | 201 | Mazdaspeed Co. Ltd.                   | Yoshimi Katayama David Leslie Marc Duez                 | Mazda 767                          | D     | 330  |
| 17    | GTP   | 201 | Mazdaspeed Co. Ltd.                   | Yoshimi Katayama David Leslie Marc Duez                 | Mazda 13J 2.6L 4-Rotor             | D     | 330  |
| 18    | C2    | 115 | ADA Engineering                       | Ian Harrower Jiro Yoneyama Hideo Fukuyama               | ADA 03                             | G     | 318  |
| 18    | C2    | 115 | ADA Engineering                       | Ian Harrower Jiro Yoneyama Hideo Fukuyama               | Ford Cosworth DFL 3.3L V8          | G     | 318  |
| 19    | GTP   | 202 | Mazdaspeed Co. Ltd.                   | Takashi Yorino Hervé Regout Will Hoy                    | Mazda 767                          | D     | 305  |
| 19    | GTP   | 202 | Mazdaspeed Co. Ltd.                   | Takashi Yorino Hervé Regout Will Hoy                    | Mazda 13J 2.6L 4-Rotor             | D     | 305  |
| 20    | C2    | 123 | Charles Ivey Racing Team Istel        | Tim Harvey Chris Hodgetts John Sheldon                  | Tiga GC287                         | D     | 301  |
| 20    | C2    | 123 | Charles Ivey Racing Team Istel        | Tim Harvey Chris Hodgetts John Sheldon                  | Porsche Type-935 2.8L Turbo Flat-6 | D     | 301  |
| 21    | C2    | 124 | MT Sport Racing                       | Jean Messaoudi Pierre-François Rousselot Jean-Luc Roy   | Argo JM19C                         | A     | 300  |
| 21    | C2    | 124 | MT Sport Racing                       | Jean Messaoudi Pierre-François Rousselot Jean-Luc Roy   | Ford Cosworth DFL 3.3L V8          | A     | 300  |
| 22    | C2    | 177 | Automobiles Louis Descartes (ALD)     | Jacques Heuclin Louis Descartes Dominique Lacaud        | ALD 04                             | A     | 294  |
| 22    | C2    | 177 | Automobiles Louis Descartes (ALD)     | Jacques Heuclin Louis Descartes Dominique Lacaud        | BMW M80 3.5L I6                    | A     | 294  |
| 23    | C2    | 198 | Roy Baker Racing                      | Mike Allison David Andrews Steve Hynes                  | Tiga GC286                         | D     | 294  |
| 23    | C2    | 198 | Roy Baker Racing                      | Mike Allison David Andrews Steve Hynes                  | Ford Cosworth DFL 3.3L V8          | D     | 294  |
| 24    | C1    | 37  | Toyota Team TOM’s                     | Paolo Barilla Hitoshi Ogawa Tiff Needell                | Toyota 88C                         | B     | 283  |
| 24    | C1    | 37  | Toyota Team TOM’s                     | Paolo Barilla Hitoshi Ogawa Tiff Needell                | Toyota 3S-GT 2.1L Turbo I4         | B     | 283  |
| 25    | C1    | 117 | Team Lucky Strike Schanche            | Martin Schanche Robin Smith Robin Donovan               | Argo JM19C                         | G     | 278  |
| 25    | C1    | 117 | Team Lucky Strike Schanche            | Martin Schanche Robin Smith Robin Donovan               | Ford Cosworth DFL 3.3L V8          | G     | 278  |
| 26 NS | C2    | 113 | Primagaz Competition                  | Max Cohen-Olivar Patrick de Radiguès                    | Cougar C12                         | ?     | 273  |
| 26 NS | C2    | 113 | Primagaz Competition                  | Max Cohen-Olivar Patrick de Radiguès                    | Ford Cosworth DFL 3.3L V8          | ?     | 273  |
| 27 NS | C2    | 151 | Pierre-Alain Lombardi                 | Pierre-Alain Lombardi Bruno Sotty                       | Rondeau M379                       | A     | 271  |
| 27 NS | C2    | 151 | Pierre-Alain Lombardi                 | Pierre-Alain Lombardi Bruno Sotty                       | Ford Cosworth DFL 3.0L V8          | A     | 271  |
| 28 NU | C1    | 1   | Silk Cut Jaguar Tom Walkinshaw Racing | Martin Brundle John Nielsen                             | Jaguar XJR-9LM                     | D     | 306  |
| 28 NU | C1    | 1   | Silk Cut Jaguar Tom Walkinshaw Racing | Martin Brundle John Nielsen                             | Jaguar 7.0L V12                    | D     | 306  |
| 29 NU | C1    | 23  | Nissan Motorsports                    | Kazuyoshi Hoshino Takao Wada Aguri Suzuki               | Nissan (March) R88C                | B     | 286  |
| 29 NU | C1    | 23  | Nissan Motorsports                    | Kazuyoshi Hoshino Takao Wada Aguri Suzuki               | Nissan VRH30 3.0L Turbo V8         | B     | 286  |
| 30 NU | C2    | 103 | Spice Engineering                     | Almo Coppelli Thorkild Thyrring Eliseo Salazar          | Spice SE88C                        | G     | 281  |
| 30 NU | C2    | 103 | Spice Engineering                     | Almo Coppelli Thorkild Thyrring Eliseo Salazar          | Ford Cosworth DFL 3.3L V8          | G     | 281  |
| 31 NU | C2    | 131 | Graff Racing                          | Jean-Philippe Grand Jacques Terrien Maurice Guenoun     | Spice SE86C                        | ?     | 263  |
| 31 NU | C2    | 131 | Graff Racing                          | Jean-Philippe Grand Jacques Terrien Maurice Guenoun     | Ford Cosworth DFL 3.3L V8          | ?     | 263  |
| 32 NU | C1    | 24  | Dollop Racing                         | Nicola Marozzo Jean-Pierre Frey Ranieri Randaccio       | Lancia LC2                         | D     | 255  |
| 32 NU | C1    | 24  | Dollop Racing                         | Nicola Marozzo Jean-Pierre Frey Ranieri Randaccio       | Ferrari 308C 3.0L Turbo V8         | D     | 255  |
| 33 NU | C2    | 127 | Chamberlain Engineering               | Nick Adams Martin Birrane Richard Jones                 | Spice SE86C                        | A     | 223  |
| 33 NU | C2    | 127 | Chamberlain Engineering               | Nick Adams Martin Birrane Richard Jones                 | Hart 418T 1.8L Turbo I4            | A     | 223  |
| 34 NU | C1    | 18  | Porsche AG                            | Bob Wollek Sarel van der Merwe Vern Schuppan            | Porsche 962C                       | D     | 192  |
| 34 NU | C1    | 18  | Porsche AG                            | Bob Wollek Sarel van der Merwe Vern Schuppan            | Porsche Type-935 3.0L Turbo Flat-6 | D     | 192  |
| 35 NU | C1    | 42  | Noël del Bello Racing                 | Bernard Santal Noël del Bello Bernard de Dryver         | Sauber C8                          | G     | 157  |
| 35 NU | C1    | 42  | Noël del Bello Racing                 | Bernard Santal Noël del Bello Bernard de Dryver         | Mercedes-Benz M117 5.0L Turbo V8   | G     | 157  |
| 36 NU | C2    | 121 | Cosmik GP Motorsport                  | Costas Los Wayne Taylor Evan Clements                   | Spice SE87C                        | G     | 145  |
| 36 NU | C2    | 121 | Cosmik GP Motorsport                  | Costas Los Wayne Taylor Evan Clements                   | Ford Cosworth DFL 3.3L V8          | G     | 145  |
| 37 NU | C2    | 191 | PC Automotive                         | Olindo Iacobelli Alain Ianetta John Graham              | Argo JM19C                         | G     | 130  |
| 37 NU | C2    | 191 | PC Automotive                         | Olindo Iacobelli Alain Ianetta John Graham              | Ford Cosworth DFL 3.3L V8          | G     | 130  |
| 38 NU | C1    | 3   | Silk Cut Jaguar Tom Walkinshaw Racing | John Watson Raúl Boesel Henri Pescarolo                 | Jaguar XJR-9LM                     | D     | 129  |
| 38 NU | C1    | 3   | Silk Cut Jaguar Tom Walkinshaw Racing | John Watson Raúl Boesel Henri Pescarolo                 | Jaguar 7.0L V12                    | D     | 129  |
| 39 NU | C1    | 13  | Primagaz Competition                  | Pierre-Henri Raphanel Michel Ferté                      | Cougar C20B                        | M     | 120  |
| 39 NU | C1    | 13  | Primagaz Competition                  | Pierre-Henri Raphanel Michel Ferté                      | Porsche Type-935 3.0L Turbo Flat-6 | M     | 120  |
| 40 NU | C2    | 178 | Automobiles Louis Descartes (ALD)     | Sylvain Boulay Gérard Tremblay Michel Lateste           | ALD 04                             | A     | 103  |
| 40 NU | C2    | 178 | Automobiles Louis Descartes (ALD)     | Sylvain Boulay Gérard Tremblay Michel Lateste           | BMW M80 3.5L I6                    | A     | 103  |
| 41 NU | C1    | 4   | Camel Brun Motorsport                 | Manuel Reuter Walter Lechner Franz Hunkeler             | Porsche 962C                       | M     | 91   |
| 41 NU | C1    | 4   | Camel Brun Motorsport                 | Manuel Reuter Walter Lechner Franz Hunkeler             | Porsche Type-935 3.0L Turbo Flat-6 | M     | 91   |
| 42 NU | C1    | 85  | Italiya Sport Team Le Mans Co.        | Michel Trollé Toshio Suzuki Danny Ongais                | March 88S                          | Y     | 74   |
| 42 NU | C1    | 85  | Italiya Sport Team Le Mans Co.        | Michel Trollé Toshio Suzuki Danny Ongais                | Nissan VG30ET 3.2L Turbo V6        | Y     | 74   |
| 43 NU | C1    | 86  | Italiya Sport Team Le Mans Co.        | Lamberto Leoni Akio Morimoto Anders Olofsson            | March 88S                          | Y     | 69   |
| 43 NU | C1    | 86  | Italiya Sport Team Le Mans Co.        | Lamberto Leoni Akio Morimoto Anders Olofsson            | Nissan VG30ET 3.2L Turbo V6        | Y     | 69   |
| 44 NU | C1    | 30  | Courage Compétition                   | Paul Belmondo François Migault Ukyō Katayama            | Courage C22                        | M     | 66   |
| 44 NU | C1    | 30  | Courage Compétition                   | Paul Belmondo François Migault Ukyō Katayama            | Porsche Type-935 2.8L Turbo Flat-6 | M     | 66   |
| 45 NU | C1    | 51  | WM Secateva                           | Roger Dorchy Claude Haldi Jean-Daniel Raulet            | WM P87                             | M     | 59   |
| 45 NU | C1    | 51  | WM Secateva                           | Roger Dorchy Claude Haldi Jean-Daniel Raulet            | Peugeot ZNS4 2.8L Turbo V6         | M     | 59   |
| 46 NU | C2    | 132 | Roland Bassaler                       | Jean-François Yver Roland Bassaler Remy Pochauvin       | Sauber SHS C6                      | A     | 53   |
| 46 NU | C2    | 132 | Roland Bassaler                       | Jean-François Yver Roland Bassaler Remy Pochauvin       | BMW M80 3.5L I6                    | A     | 53   |
| 47 NU | C1    | 52  | WM Secateva                           | Pascal Pessiot Jean-Daniel Raulet                       | WM P88                             | M     | 22   |
| 47 NU | C1    | 52  | WM Secateva                           | Pascal Pessiot Jean-Daniel Raulet                       | Peugeot ZNS4 3.0L Turbo V6         | M     | 22   |
| 48 NU | C2    | 107 | Chamberlain Engineering               | Claude Ballot-Léna Jean-Louis Ricci Jean-Claude Andruet | Spice SE88C                        | A     | 17   |
| 48 NU | C2    | 107 | Chamberlain Engineering               | Claude Ballot-Léna Jean-Louis Ricci Jean-Claude Andruet | Ford Cosworth DFL 3.3L V8          | A     | 17   |
| 49 NU | C1    | 20  | Team Davey                            | Tim Lee-Davey Tom Dodd-Noble                            | Tiga GC88                          | D     | 5    |
| 49 NU | C1    | 20  | Team Davey                            | Tim Lee-Davey Tom Dodd-Noble                            | Ford Cosworth DFL 3.3L Turbo V8    | D     | 5    |
| NW    | C2    | 181 | Luigi Taverna Technoracing            | Luigi Taverna Fabio Magnani Roberto Ragazzi             | Olmas GLT-200                      | A     | –    |
| NW    | C2    | 181 | Luigi Taverna Technoracing            | Luigi Taverna Fabio Magnani Roberto Ragazzi             | Ford Cosworth DFL 3.3L V8          | A     | –    |
| NW    | C1    | 61  | Team Sauber Mercedes                  | Mauro Baldi James Weaver Jochen Mass                    | Sauber C9                          | M     | –    |
| NW    | C1    | 61  | Team Sauber Mercedes                  | Mauro Baldi James Weaver Jochen Mass                    | Mercedes-Benz M117 5.0L Turbo V8   | M     | –    |
| NW    | C1    | 62  | Team Sauber Mercedes                  | Klaus Niedzwiedz Kenny Acheson                          | Sauber C9                          | M     | –    |
| NW    | C1    | 62  | Team Sauber Mercedes                  | Klaus Niedzwiedz Kenny Acheson                          | Mercedes-Benz M117 5.0L Turbo V8   | M     | –    |